# Zamknięta księga
Zamknięta księga (ang. A Closed Book) – brytyjski thriller z 2010 w reżyserii Raúla Ruiza, powstały na podstawie powieści Gilberta Adaira pt. A Closed Book. Wyprodukowana przez wytwórnię Eyeline Entertainment.
Premiera filmu miała miejsce 22 lutego 2010 w Wielkiej Brytanii.

## Opis fabuły
Niewidomy pisarz Paul (Tom Conti) zatrudnia nową asystentkę Jane Ryder (Daryl Hannah). Wybór wydaje się idealny – dziewczyna jest inteligentna, wyrozumiała i pomocna. Jednak wkrótce odsłania swoją drugą twarz. Kobieta uzależnia artystę od siebie, realizując swój złowieszczy plan.

## Obsada
Źródło: Filmweb
- Daryl Hannah jako Jane Ryder
- Tom Conti jako sir Paul
- Miriam Margolyes jako pani Kilbride
- Simon MacCorkindale jako Andrew Boles
- Elaine Paige jako akwizytorka

i inni.